# Jeffrey M. Lacker

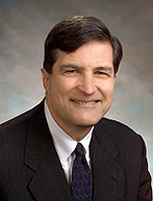
Jeffrey M. Lacker

Jeffrey M. Lacker (* 27. September 1955 in Lexington, Kentucky) ist ein US-amerikanischer Wirtschaftswissenschaftler und Banker, der seit 2004 Präsident und Chief Executive Officer (CEO) der Federal Reserve Bank of Richmond ist.

## Leben
Lacker absolvierte nach dem Schulbesuch ein grundständiges Studium der Wirtschaftswissenschaften am Franklin and Marshall College in Lancaster und schloss dieses mit einem Bachelor of Arts in Economics (B.A. Economics) ab. Ein postgraduales Studium der Wirtschaftswissenschaften an der University of Wisconsin beendete er 1984 mit einem Doctor of Philosophy (Ph.D. in Economics). Im Anschluss übernahm er 1984 eine Professur für Wirtschaftswissenschaften an der Krannert School of Management der Purdue University, an der er bis 1989 lehrte.
1989 trat Lacker als Mitarbeiter in die Federal Reserve Bank of Richmond ein und war dort bis 1996 Forschungswirtschaftswissenschaftler und lehrte daneben zwischen 1992 und 1993 als Dozent Wirtschaftswissenschaften am College of William & Mary in Williamsburg. Nachdem er von 1996 bis 1999 Vizepräsident war, fungierte er zwischen 1999 und 2004 als Leitender Vizepräsident und Direktor der Forschungsabteilung der Federal Reserve Bank of Richmond.
Am 1. August 2004 wurde Lacker Nachfolger von J. Alfred Broaddus, Jr. als Präsident und Chief Executive Officer (CEO) der Federal Reserve Bank of Richmond, der für die Bundesstaaten North Carolina, South Carolina, Virginia und West Virginia zuständigen Regionalbank des Federal Reserve System mit Sitz in Richmond. Für das Jahr 2014 ist er alternierendes stimmberechtigtes Mitglied des Offenmarktausschusses (Federal Open Market Committee), der die Geld- und Währungspolitik der Vereinigten Staaten betreibt.
Lacker gilt als der hartnäckigste interne Kritiker der Federal Reserve Bank und warnte wiederholt davor, dass die außerordentlichen Anstrengungen der Zentralbank zur Stimulierung des Wirtschaftswachstums uneffektiv und unpassend sind, und am allerschlimmsten, dass die Federal Reserve Bank ihre hart gewonnene Fähigkeit zur Kontrolle der Inflation untergräbt.
Daneben engagiert er sich als Mitglied des Beirates des Junior Achievement von Central Virginia sowie des Vorstandes des World Affairs Council of Greater Richmond. Der aus einer jüdischen Familie stammende Lacker ist ferner Vorstandsmitglied der Richmond Jewish Foundation.